# Музыкантский, Александр Ильич
Алекса́ндр Ильи́ч Музыка́нтский (род. 4 февраля 1941 года, Москва, СССР) — российский политик, государственный и общественный деятель. Уполномоченный по правам человека в городе Москве (2009—2014). Председатель правления Фонда «Российский общественно-политический центр». Член Совета по внешней и оборонной политике.

## Биография
Трудовую деятельность начал в 1957 году слесарем в конструкторском бюро Министерства путей сообщения СССР. С 1958 по 1963 годы учился на факультете «Мосты и тоннели» Московского института инженеров железнодорожнога транспорта (МИИТ) по специальности «инженер-строитель». По окончании МИИТа поступил на работу в Центральный научно-исследовательский и проектный института стальных конструкций Госстроя СССР (ЦНИИ «Проектстальконструкция»), где проработал 27 лет инженером, руководителем группы, старшим научным сотрудником, заведующим отделом, заместителем главного инженера. Одновременно получал второе высшее образование на механико-математическом факультете МГУ им. Ломоносова, который закончил в 1968 году. В 1974 году защитил диссертацию, получив учёную степень кандидата технических наук.
В 1989 году стал одним из основателей Московского объединения избирателей (МОИ), задачей которого было выдвижение и поддержка на выборах народных депутатов РСФСР кандидатов демократических сил. Входил в координационный совет. В 1990 году вошёл в состав организационного комитета движения «Демократическая Россия».
С 1990 года работает в системе органов исполнительной власти Москвы. Заместитель председателя исполкома Моссовета — начальник отдела по связям с Советами, средствами массовой информации, общественными организациями и населением.
В 1992 году назначен заместителем главы Правительства Москвы, префектом Центрального административного округа города Москвы.
С 1996 года министр Правительства Москвы — префект Центрального административного округа города Москвы. В том же году возглавил московскую организацию Общероссийского движения общественной поддержки Ельцина.
В январе 2000 года назначен министром Правительства Москвы по вопросам информации и общественно-политическим связям. В феврале того же года был избран председателем совета директоров телекомпании «ТВ Центр» (оставался в должности до 2004 года). В декабре 2005 года возглавляет Фонд «Российский общественно-политический центр». В июле 2007 года становится советником мэра Москвы Ю. М. Лужкова на общественных началах. В том же году возглавил фонд «Московские энциклопедии», занимающийся подготовкой и выпуском энциклопедических изданий о Москве.
с 23 сентября 2009 года по 23 сентября 2014 был Уполномоченным по правам человека в Москве.
Преподает в МГУ, с 2004 года — профессор, заведующий кафедрой Информационного обеспечения внешней политики факультета мировой политики. Член Управляющего совета Московско-Петербургского философского клуба.
Женат, имеет двоих детей. Внук — театральный режиссёр Антон Музыкантский.
Увлекается игрой в футбол.

## Высказывания
Есть такое утверждение: математик это сделает лучше!— Выпускная речь. «Бизнес — это обычная математическая задача»

## Интересный факт
В 1998 году снялся в эпизоде в фильме Н. С. Михалкова «Сибирский цирюльник».

## Награды и звания
- 1993 — Медаль «Защитнику свободной России»[8]
- 1997 — Орден Дружбы[9]